# Phyllomyia cylindriventris
Phyllomyia cylindriventris là một loài ruồi trong họ Tachinidae.